# Ємільчинський район

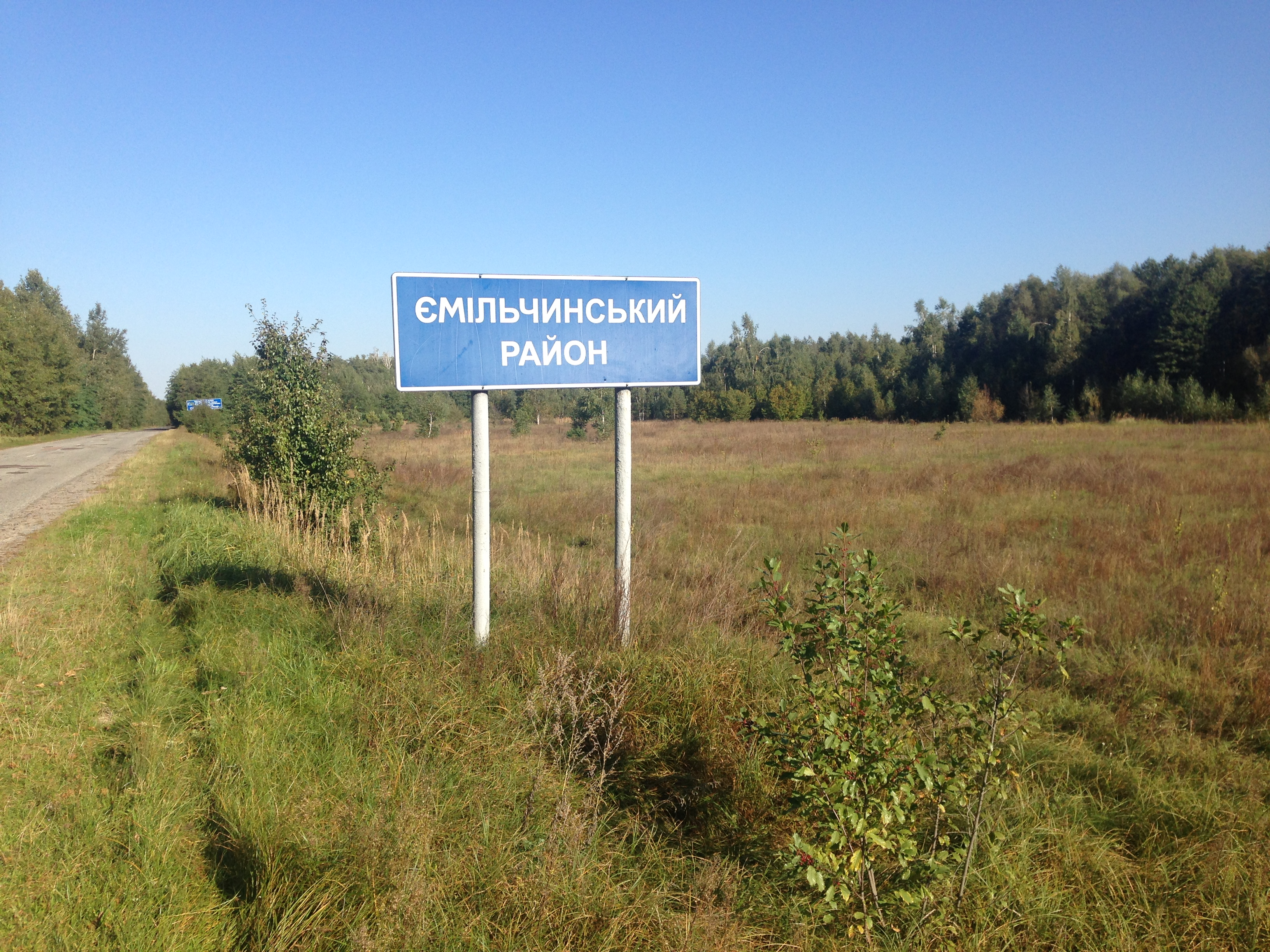
Південна межа Ємільчинського району

Ємі́льчинський райо́н (до 1944 року — Емільчинський район) — колишня адміністративно-територіальна одиниця у складі Коростенської, Волинської округ, УРСР, Київської і Житомирської областей УСРР та України. Адміністративний центр — селище міського типу Ємільчине. Населення становить 34 426 осіб (на 1.08.2013). Площа — 2112 км². Утворено 1923 року.

## Географія
Ємільчинський район розташований у північно-західній частині Житомирської області, займає площу 2,1 тис. км² і лежить у межах поліської низовини.
Межував із Новоград-Волинським, Лугинським, Олевським, Коростенським, Хорошівським, Пулинським районами.
До складу району входить 119 населених пунктів.

## Історія
Утворений постановою ВУЦВК 7 березня 1923 року, з назвою Емільчинський район, у складі Коростенської округи Волинської губернії, з 19 сільських рад Емільчинської та Сербівської волостей Новоград-Волинського повіту.
13 червня 1930 року, відповідно до постанови ВУЦВК та РНК УРСР, Коростенську округу було розформовано, територію, зокрема й Ємільчинський район, приєднано до складу Волинської округи.
З 15 вересня 1930 року, через скасування округ, район перейшов у пряме підпорядкування до республіканського центру. 9 лютого 1932 року район увійшов до складу новоствореної Київської області.
Від 22 вересня 1937 року — у складі новоутвореної Житомирської області. 15 серпня 1944 року, відповідно до указу Президії Верховної ради Української РСР «Про перейменування, уточнення та внесення змін в найменування деяких міст, районних центрів і районів Української РСР», затверджено назву Ємільчинський район.
Під час адміністративно-територіальних реформ 1920-х, 1950-х та 1960-х років неодноразово змінював склад і межі.
Ліквідований 19 липня 2020 року, відповідно до постанови Верховної Ради України від 17 липня 2020 року «Про утворення та ліквідацію районів».

## Адміністративний устрій
Адміністративно-територіально район поділяється на 1 селищну та 1 сільську територіальні громади, 1 селищну та 10 сільських рад, які об'єднують 119 населених пунктів та підпорядковані Ємільчинській районній раді. Адміністративний центр — смт Ємільчине.

## Населення
За даними перепису населення СРСР 1939 року чисельність населення району становила 53 896 осіб, з них українців — 38 119, росіян — 2 500, німців — 5 239, євреїв — 1 552, поляків — 5 555, інших — 931.
Загальна чисельність населення району (станом на 2011 рік) становить 35 659 осіб, у тому числі міського — 7831, сільського — 27828. Щільність населення 16,8 особи на кв. км.
Працездатного населення, зайнятого в галузях економіки — 6,6 тис. чол. Питома вага людей пенсійного віку 39,8 %.
Етнічний склад населення району на 2001 рік був представлений наступним чином:
- українці — 91 %;
- поляки — 6,8 %;
- росіяни — 1,8 %;
- інші національності — 0,4 %[7].

## Географія
Всього на території району 20 річок. Найбільші з них — Уборть та Уж.
Корисні копалини: граніт, торф, суглинки, піски.
Головні породи лісів: сосна, дуб, береза, вільха, осика, граб, ясен.

## Природоохоронні території
- Забарський заказник. Гідрологічний. Утворений в 1980 році. Площа 1095 га. Глумчанське лісництво. Сфагнове болото, що регулює водний режим Уборті. Зарослі верби та різнотрав'я, місце поселення глухарів та тетеревів.
- Заказник «Вовчі острови». Гідрологічний. Утворений в 1984 році. Площа 452 га. Охоронна зона 1278 га. Ємільчинське лісництво. Болотний масив, регулятор водного режиму Уборті. Місця поселення бобрів, ондатр, видр, гніздування водно-болотних птахів, чорного лелеки, нараховується 30 видів риб.
- Заказник «Телячий мох». Гідрологічний. Утворений в 1984 році. Площа 553 га. Охоронна зона 1604 га. Зубковицьке лісництво. Верхове болото з гирлами річок, регулює водний режим Уборті. Місце поселення глухарів та тетеревів.
- Часниківський заказник. Орнітологічний. Утворений в 1980 році. Площа 612 га. Кочічинське лісництво. Сфагнове болото, місце поселення глухарів, тетеревів, чорного лелеки.
- Трубіївський ліс. Ботанічний. Утворений в 2018 році. Площа 40,4 га.
- Урочище Верба. Ботанічний. Утворений в 2018 році. Площа 102,9 га.
- Ольгино. Ботанічний. Площа 815 га.

## Транспорт і зв'язок
Експлуатаційна довжина залізничних колій — 32 км, у тому числі 32 км електрифікованих.
Довжина автомобільних шляхів загальнодержавного значення 46 км, місцевого — 488,7 км. 10 мостів.
Забезпеченість населення телефонним зв'язком становить 64,6 одиниці на 100 сімей по місту і 16,2 одиниці по селу. 32 автоматичні телефонні станції (з них міських 3, сільських — 29) мають загальну монтовану ємність 7000 номерів, у тому числі 2630 міських, 2300 сільських.

## Економіка
Розвинута харчова промисловість. Рослинництво переважно зернового, тваринництва — м'ясо-молочного напряму.
У районі 6 промислових підприємств. Провідними підприємствами є три заводи: хлібо-, масло- та льонозавод. Виробництвом цегли займається одне підприємство, добуванням граніту — дві виробничо-комерційні фірми.
Ємільчинський держлісгосп постачає за кордон лісопродукцію.

## Політика
25 травня 2014 року відбулися Президентські вибори України. У межах Ємільчинського району було створено 66 виборчих дільниць. Явка на виборах складала — 67,68 % (проголосували 18 246 із 26 959 виборців). Найбільшу кількість голосів отримав Петро Порошенко — 46,49 % (8 482 виборців); Юлія Тимошенко — 24,35 % (4 443 виборців), Олег Ляшко — 14,38 % (2 623 виборців), Сергій Тігіпко — 3,06 % (558 виборців). Решта кандидатів набрали меншу кількість голосів. Кількість недійсних або зіпсованих бюлетенів — 1,05 %.

## Пам'ятки
- Пам'ятки історії Ємільчинського району

## Персоналії
- Вольтер Герхард Андрійович (1923—1998) — письменник, автор книги «Зона повного спокою» про долю німців на території СРСР, доцент.
- Козел Ганна Макарівна (1 липня 1916, с. Бобриця) — Герой Соціалістичної Праці, свинарка радгоспу «Рихальський».
- Матвієнко Ніна Митрофанівна (10 жовтня 1947, Неділище) — українська співачка, народна артистка України (1985), Лауреат Державної премії УРСР ім. Т. Г. Шевченка (1988), Герой України. Член Спілки кінематографістів України (1989)
- Михайлов Василь Сергійович (14 січня 1960, Забаро-Давидівка) — ректор Київської державної академії водного транспорту, доктор технічних наук, професор.
- Михнюк Ксенія Ісаківна (23 лютого 1928, с. Просіка — 30 грудня 2003, с. Степове) — Герой Соціалістичної Праці, мати-героїня, доярка радгоспу імені 25 Жовтня Первомайського району Миколаївської області.
- Уваров Сергій Аполлонович (1847 — 1900) — граф, якому належали деякі села Емільчинської волості Новоград-Волинського повіту Волинської губернії.